# Église grecque-catholique italo-albanaise
L'Église grecque-catholique italo-albanaise (également appelée Église gréco-catholique italo-albanaise) ou Église grecque-catholique italo-grecque est une des Églises catholiques orientales. Elle est composée principalement de deux éparchies dans le sud de l'Italie.

## Histoire
La communauté grecque-catholique italo-albanaise est issue de la présence ancienne des byzantins dans le sud de l'Italie, dont les Grikos sont les survivants, ainsi que de l'afflux d'Albanais (Arbëresh) aux XVe et XVIe siècles.

## Organisation

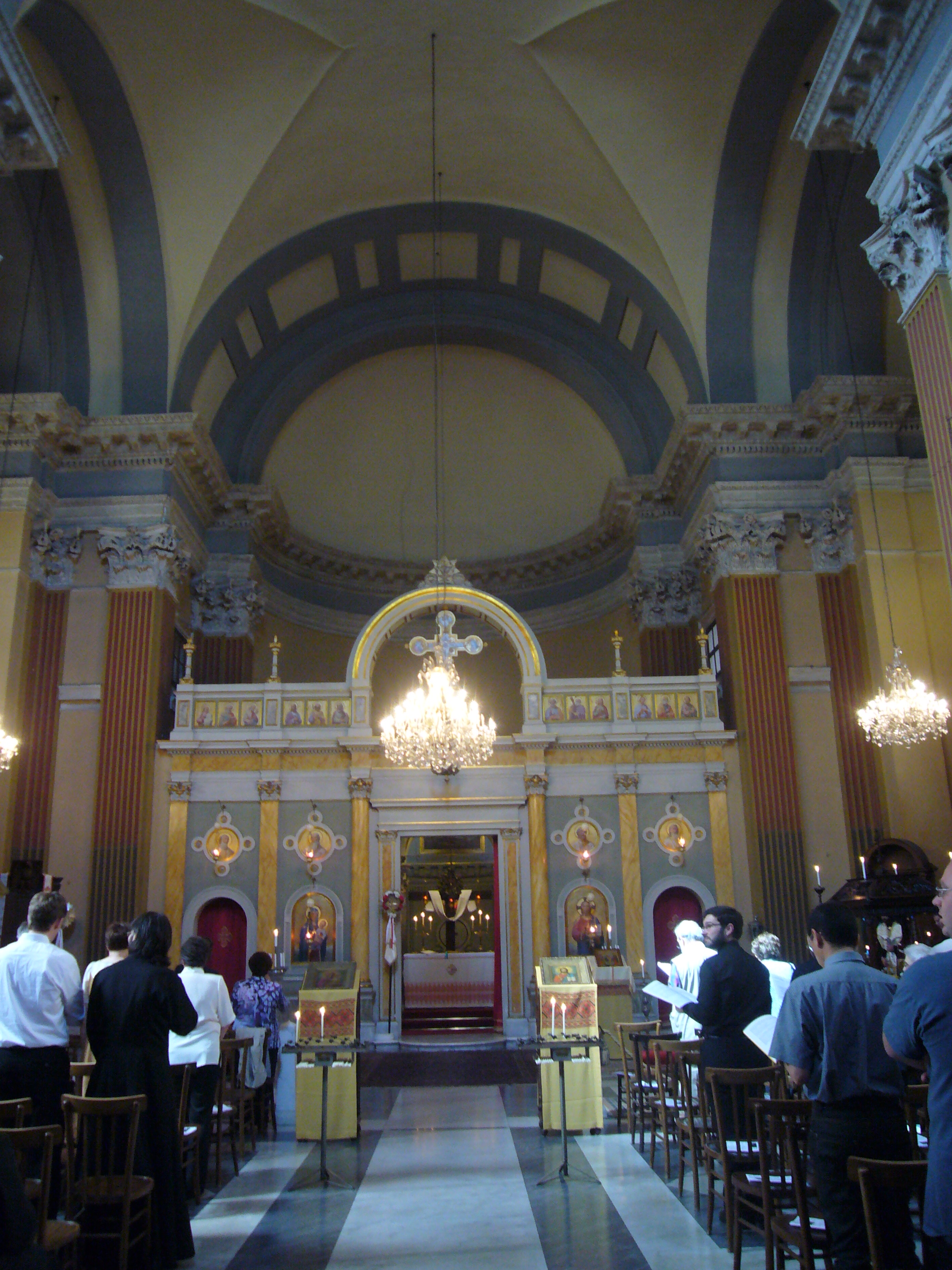
Église San'Atanasio dei Greci à Rome.

L'Église grecque-catholique italo-albanaise est une église sui juris.
Elle comprend trois diocèses, situées en Italie :
- l'éparchie de Lungro degli Italo-Albanesi, en Calabre ;
- l'éparchie de Piana degli Albanesi, en Sicile ;
- l'abbaye territoriale Sainte-Marie de Grottaferrata, dans le Latium ;
- le collège pontifical grec[1] de Rome.

Quelques paroisses sont établies en dehors du territoire des deux éparchies en Italie et en diaspora.
Les églises des grecs unis (chiesa dei Greci Uniti) :
- l'église Sant'Atanasio dei Greci à Rome ;
- l'église de l'Annonciation (it) à Livourne ;
- l'église Saint-Jean-Chrysostome[2] à Bari ;
- l'église Notre-Dame de la Sagesse[3] à Las Vegas ;
- la mission italo-grecque[4] à New York.

| Nom                           | Type                | Superficie (km2) | Région  | Population | Catholiques | %      | Paroisses |
| ----------------------------- | ------------------- | ---------------- | ------- | ---------- | ----------- | ------ | --------- |
| Lungro                        | éparchie            | +493,            | Calabre | +33 000,   | +32 900,    | +099,7 | +29,      |
| Piana degli Albanesi          | éparchie            | +430,            | Sicile  | +30 000,   | +28 500,    | +095,  | +15,      |
| Sainte-Marie de Grottaferrata | abbaye territoriale | +001,            | Latium  | +00087,    | +00087,     | +100,  | +01,      |
| Total                         | —                   | +924,            | —       | +63 087,   | +61 487,    | +097,5 | +45,      |